# ヴィトール・フレザリン・ブエノ
ヴィトール・ブエノ（Vitor Bueno）ことヴィトール・フレザリン・ブエノ（Vitor Frezarin Bueno、1994年9月5日 - ）は、ブラジル・サンパウロ州モンチ・アウト出身のプロサッカー選手。Jリーグ・セレッソ大阪所属。ポジションはフォワード、ミッドフィールダー（攻撃的ミッドフィールダー）。

## 経歴

### ボタフォゴ-SP
サンパウロ州モンチ・アウトに生まれる。アトレチコ・モンチアズーの下部組織でキャリアを始める。2011年にはECバイーアのユースへ移り、2013年からボタフォゴ-SPのU-20チームでプレーした。
2014年1月25日、カンピオナート・パウリスタのパウリスタFC戦で後半から投入されプロデビュー、4-2で勝利を収めた。同年のコパ・パウリスタにおいてチーム内得点王となっていた中、11月20日に契約を2017年まで延長した。
2015年4月5日、サンパウロFC相手に挙げた先制点がプロとしての初ゴールとなった（2-0で勝利）。

### サントス
2015年5月26日、同年末までの契約でサントスFCへ加入しU-23チームに所属した。9月16日に行われたアトレチコ・ミネイロとの試合でリーグ戦デビュー（4-0で勝利）。12月6日には5-1で大勝したアトレチコ・パラナエンセ戦でチーム4得点目となる自身リーグ戦初ゴールを挙げた。
2016年4月16日、カンピオナート・パウリスタにおけるECサンベントとのホーム戦で自身初の2ゴールを記録しクラブの準決勝進出に貢献。グレミオ・オザスコ・アウダックスとの決勝2試合にもスタメン出場、合計スコア2-1で勝利しタイトル獲得メンバーの一員となった。
同年5月18日にクラブと2020年までの新契約を締結。4日後のコリチーバFC戦でシーズン初ゴールとなる直接フリーキックによる先制点を決め、チームは2-1で勝利した。
6月中にはボタフォゴFR、スポルチ・レシフェ、サンパウロ戦でゴールを記録するなど不動のメンバーとなった。最終的にカンピオナート・ブラジレイロ・セリエAで10得点を積み上げチーム内得点王となると共に同大会の最優秀新人選手に選出された。
2017年3月9日に行われたスポルティング・クリスタル戦でコパ・リベルタドーレス初出場となり、アウェーの地で1-1のドローとなった。7月1日のアトレチコ・ゴイアニエンセ戦で右膝の靭帯を断裂し、8か月間戦線を離脱した。
2018年2月14日のADサンカエターノ戦で復帰。終盤の10分間プレーし2-0での勝利で飾った。

### ディナモ・キエフ
2018年8月2日、デルリス・ゴンサレスとのトレードの形でFCディナモ・キーウへ2年間の期限付き移籍となることが発表された。しかし途中出場3試合、計80分のプレーに留まった。

### サンパウロ
2019年4月3日、翌年末までのローンでサンパウロへ加入。チームトップとなるリーグ戦6ゴールを挙げると、2020年1月より完全移籍へ移行し4年契約を締結した。

### アトレチコ・パラナエンセ
アトレチコ・パラナエンセに完全移籍で加入。守備には長けていないが、高い攻撃センスと配給力、ミドルシュートを発揮して主力として活躍した。

### セレッソ大阪
2024年1月12日、セレッソ大阪への完全移籍が発表された。フォワードで登録された。

## エピソード
- 妻は日系ブラジル人4世で8歳まで滋賀県・長浜市で育った[21][22]。

- C大阪時代の背番号55は55歳で亡くなった日系人の義父への敬意を込めて選んだと語っている。

## 個人成績
| 国内大会個人成績 | 国内大会個人成績 | 国内大会個人成績 | 国内大会個人成績 | 国内大会個人成績 | 国内大会個人成績 | 国内大会個人成績 | 国内大会個人成績 | 国内大会個人成績 | 国内大会個人成績 | 国内大会個人成績 | 国内大会個人成績 |
| 年度             | クラブ           | 背番号           | リーグ           | リーグ戦         | リーグ戦         | リーグ杯         | リーグ杯         | オープン杯       | オープン杯       | 期間通算         | 期間通算         |
| 年度             | クラブ           | 背番号           | リーグ           | 出場             | 得点             | 出場             | 得点             | 出場             | 得点             | 出場             | 得点             |
| ブラジル         | ブラジル         | ブラジル         | ブラジル         | リーグ戦         | リーグ戦         | ブラジル杯       | ブラジル杯       | オープン杯       | オープン杯       | 期間通算         | 期間通算         |
| ---------------- | ---------------- | ---------------- | ---------------- | ---------------- | ---------------- | ---------------- | ---------------- | ---------------- | ---------------- | ---------------- | ---------------- |
| 2014             | ボタフォゴSP     | -                | セリエD          | 0                | 0                | 0                | 0                | -                | -                | 0                | 0                |
| 2015             | ボタフォゴSP     | -                | セリエD          | 0                | 0                | 0                | 0                | -                | -                | 0                | 0                |
| 2015             | サントス         | 18               | セリエA          | 4                | 1                | 0                | 0                | -                | -                | 4                | 1                |
| 2016             | サントス         | 18               | セリエA          | 33               | 9                | 4                | 0                | -                | -                | 37               | 9                |
| 2017             | サントス         | 7                | セリエA          | 8                | 0                | 3                | 0                | -                | -                | 11               | 0                |
| 2018             | サントス         | 7                | セリエA          | 5                | 0                | 2                | 0                | -                | -                | 7                | 0                |
| ウクライナ       | ウクライナ       | ウクライナ       | ウクライナ       | リーグ戦         | リーグ戦         | リーグ杯         | リーグ杯         | ウクライナ杯     | ウクライナ杯     | 期間通算         | 期間通算         |
| 2018-19          | ディナモ・キエフ | 20               | プレミア         | 2                | 0                | -                | -                | 1                | 0                | 3                | 0                |
| ブラジル         | ブラジル         | ブラジル         | ブラジル         | リーグ戦         | リーグ戦         | ブラジル杯       | ブラジル杯       | オープン杯       | オープン杯       | 期間通算         | 期間通算         |
| 2019             | サンパウロ       | 12               | セリエA          | 28               | 6                | 1                | 0                | -                | -                | 29               | 6                |
| 2020             | サンパウロ       | 12               | セリエA          | 31               | 2                | 6                | 0                | -                | -                | 37               | 2                |
| 2021             | サンパウロ       | 12               | セリエA          | 19               | 1                | 2                | 0                | -                | -                | 21               | 1                |
| 2022             | パラナエンセ     | 8                | セリエA          | 21               | 4                | 3                | 2                | -                | -                | 24               | 6                |
| 2023             | パラナエンセ     | 8                | セリエA          | 32               | 5                | 5                | 1                | -                | -                | 37               | 6                |
| 日本             | 日本             | 日本             | 日本             | リーグ戦         | リーグ戦         | リーグ杯         | リーグ杯         | 天皇杯           | 天皇杯           | 期間通算         | 期間通算         |
| 2024             | C大阪            | 55               | J1               | 21               | 3                | 2                | 1                | 0                | 0                | 24               | 3                |
| 通算             | ブラジル         | ブラジル         | セリエA          | 181              | 28               | 26               | 3                | -                | -                | 207              | 31               |
| 通算             | ブラジル         | ブラジル         | セリアD          | 0                | 0                | 0                | 0                | -                | -                | 0                | 0                |
| 通算             | ウクライナ       | ウクライナ       | プレミア         | 2                | 0                | -                | -                | 1                | 0                | 3                | 0                |
| 通算             | 日本             | 日本             | J1               | 21               | 3                | 2                | 1                | 0                | 0                | 24               | 3                |
| 総通算           | 総通算           | 総通算           | 総通算           | 230              | 31               | 28               | 4                | 1                | 0                | 234              | 34               |

| 2017 | サントス     | 7        | - | - | 6  | 3 |
| 2018 | サントス     | 7        | - | - | 4  | 0 |
| 2020 | サンパウロ   | 12       | 2 | 0 | 5  | 1 |
| 2021 | サンパウロ   | 12       | - | - | 6  | 2 |
| 2022 | パラナエンセ | 8        | - | - | 7  | 0 |
| 2023 | パラナエンセ | 8        | - | - | 6  | 1 |
| 通算 | CONMEBOL     | CONMEBOL | 2 | 0 | 34 | 7 |

## タイトル

### クラブ
サントスFC
- カンピオナート・パウリスタ : 2016

### 個人
- カンピオナート・パウリスタ最優秀ゴール : 2016
- プレミオ・クラッキ・ド・ブラジレイロン最優秀新人選手 : 2016